# Bjarne Rykkje
Bjarne Rykkje (Bergen, Noorwegen, 15 oktober 1978) is een Nederlandse oud-langebaanschaatser en coach van de Noorse schaatsploeg. 

## Biografie
Rykkje werd geboren als jongste zoon van zijn Noorse vader en Nederlandse moeder. De eerste twee jaar van zijn leven bracht hij in Noorwegen door. In december 1980 verhuisde de familie Rykkje naar Nederland.

### Schaatscarrière
De schaatscarrière van Rykkje begon bij de IJsclub Haarlem. In 1987 begon hij met schaatsen, getraind door Harry Prenen. In 1996 kwam Bjarne in Jong Oranje en in 1998 behaalde hij de nationale titel en eindigde hij tijdens het WK Junioren in Roseville derde met slechts een halve punt verschil van de Russische winnaar Dmitri Sjepel. Mark Tuitert pakte het zilver. In 1998 besloot Bjarne te gaan schaatsen voor de Unit 4-ploeg. Internationaal schaatsen lukte niet vanwege een vijfde plek op het NK Allround. Bjarne besloot terug te gaan naar Jong Oranje bij Jan de Kok en datzelfde jaar veroverde hij een plek in de kernploeg van Ingrid Paul en het lukte hem om zich te plaatsen voor de 500 meter bij de world cups. Hierna maakte Rykkje de overstap naar de opleidingsploeg van Aart van der Wulp.
Vanaf seizoen 2002/2003 volgde hij zijn eigen schema's en reed hij niet meer voor een commerciële schaatsploeg. Na afloop van seizoen 2007/2008 besloot hij te stoppen met schaatsen en schreef Rykkje zich in voor de trainerscursus ST-4 van de KNSB om zijn broer Brigt Rykkje te (blijven) begeleiden. Op 30 juni 2010 slaagde hij hiervoor. 

### Coach
Vanaf seizoen 2010/2011 werd hij assistent-coach van de Control-ploeg van Jac Orie, als opvolger van Floor van Leeuwen, dat later Team LottoNL-Jumbo ging heten en waar hij Sven Kramer en Kjeld Nuis trainde. Vanaf het seizoen 2018/2019 is Rykkje de coach van de Noorse allroundploeg als opvolger van Sondre Skarli met onder meer Sverre Lunde Pedersen, Allan Dahl Johansson, Hallgeir Engebråten, Ragne Wiklund en Sander Eitrem.

## Persoonlijke records
| Afstand      | Tijd     | Datum            | Baan       |
| ------------ | -------- | ---------------- | ---------- |
| 500 meter    | 36,42    | 18 maart 2001    | Calgary    |
| 1000 meter   | 1.10,24  | 1 maart 2007     | Calgary    |
| 1500 meter   | 1.47,87  | 24 februari 2007 | Calgary    |
| 3000 meter   | 3.48,40  | 16 november 2006 | Heerenveen |
| 5000 meter   | 6.33,52  | 11 oktober 2007  | Heerenveen |
| 10.000 meter | 13.59,96 | 18 februari 2007 | Groningen  |

## Resultaten
| Jaar      | NK Afstanden                   | NK Allround | NK Sprint | WK afstanden | WK Junioren |
| --------- | ------------------------------ | ----------- | --------- | ------------ | ----------- |
| 1998      | -                              | -           | -         |              | Brons       |
| 1999      | -                              | 5e          | -         |              |             |
| 2000      | 5e 500m                        | -           | 6e        |              |             |
| 2001/2003 |                                |             |           |              |             |
| 2004      | 1500m · 5000m                  | -           | -         |              |             |
| 2005      | 14e 1000m 15e 1500m 19e 5000m  | 14e         | 14e       |              |             |
| 2006      | 14e 1500m 12e 5000m            |             |           |              |             |
| 2007      | 12e 1500m 13e 5000m 9e 10.000m | 14e         | -         |              |             |
| 2008      | 14e 1500m 14e 5000m            | -           | -         |              |             |

### Medaillespiegel
| Kampioenschap      | goud | zilver | brons |
| ------------------ | ---- | ------ | ----- |
| NK Afstanden Heren | 0    | 0      | 2     |
| NK Allround        | 0    | 0      | 0     |
| WK Junioren        | 0    | 0      | 1     |